# Tsurumi Toshitaka
Toshitaka Tsurumi (sinh ngày 22 tháng 12 năm 1986) là một cầu thủ bóng đá người Nhật Bản.

## Sự nghiệp câu lạc bộ
Toshitaka Tsurumi đã từng chơi cho Shonan Bellmare, Gainare Tottori và Nara Club.